# Pasado
Generalmente se utiliza el término pasado para referirse al conjunto de sucesos ocurridos en un período anterior a un punto temporal determinado:
- En mecánica clásica el pasado de un suceso no depende de su posición espacial siendo función únicamente de su posición en el tiempo, por lo que el pasado de un suceso coincide con el de todos los sucesos que comparten la misma coordenada temporal.
- En mecánica relativista se denomina pasado causal de un suceso, al conjunto de todos los puntos del espacio-tiempo que puedan influir en lo que ocurre.

En relatividad especial el pasado de un suceso es equivalente a todos los puntos del espacio-tiempo desde los que podría venir un rayo de luz que pase por un punto. En un diagrama de espacio-tiempo el pasado de un suceso se ve como un cono, por lo que también se le denomina cono de luz pasado. Cada uno de los sucesos pertenecientes al cono de luz pasado del punto, ocurre antes para todos los observadores.
El pasado es también objeto de estudio por muchas otras ciencias además de la física, como la historia, el psicoanálisis, la arqueología, arqueoastronomía, filología, geología, paleontología, paleobotánica, paleoclimatología o la cosmología.